# Klotfoting
Klotfoting (Glomeris marginata) är en vanlig europeisk art bland tusenfotingarna. Den är ganska kort,  har rund genomskärningsyta och kan rulla ihop sig till en boll när den känner sig hotad. Den finns i centrala och nordvästra Europa, från Skandinavien och Polen till Spanien och Italien. 

## Beskrivning
Klotfoting blir 7–20 millimeter lång. Honorna är längre än hanarna. Kroppen är täckt av tolv svarta ryggplåtar med vita kanter.  Alla segment utom det längst fram och det längst bak har två benpar.  Totalt har den ungefär 18 benpar. 
Den ser med punktögon som sitter i två grupper om ungefär nio, på sidorna av huvudet.  

## Ekologi
Klotfoting lever i förna som bildas av löv, i gräs och under stenar. Den föredrar kalkhaltig jord.  I trädgårdar påträffas den oftast under häckar och basen av gamla murar.   
Den är mindre känslig för uttorkning än andra tusenfotingar och kan påträffas på öppen mark, till och med i solsken. Dock föredrar den fuktig jord och är mest aktiv på natten.  
Klotfoting lever på gamla multnande löv och föredrar dessa framför nyfallna, mer näringsrika löv. Den har därför stor betydelse som nedbrytare (i likhet med daggmaskar). 
Exempel på rovdjur som äter klotfoing är stare och paddor. Den försvarar sig genom att rulla ihop sig till en hård boll. Den kan också utsöndra en obehaglig vätska som är giftig för spindlar, insekter och ryggradsdjur. 

## Galleri

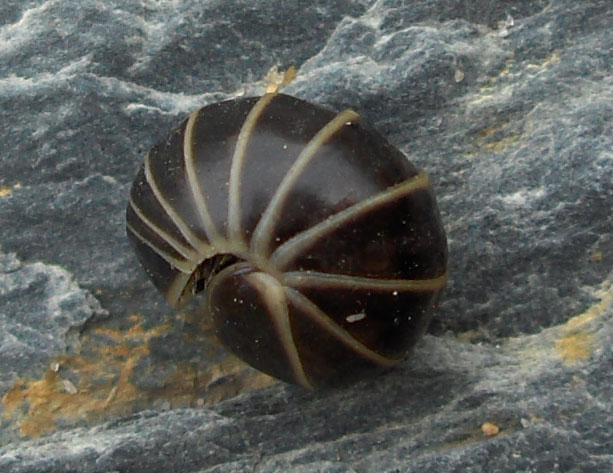
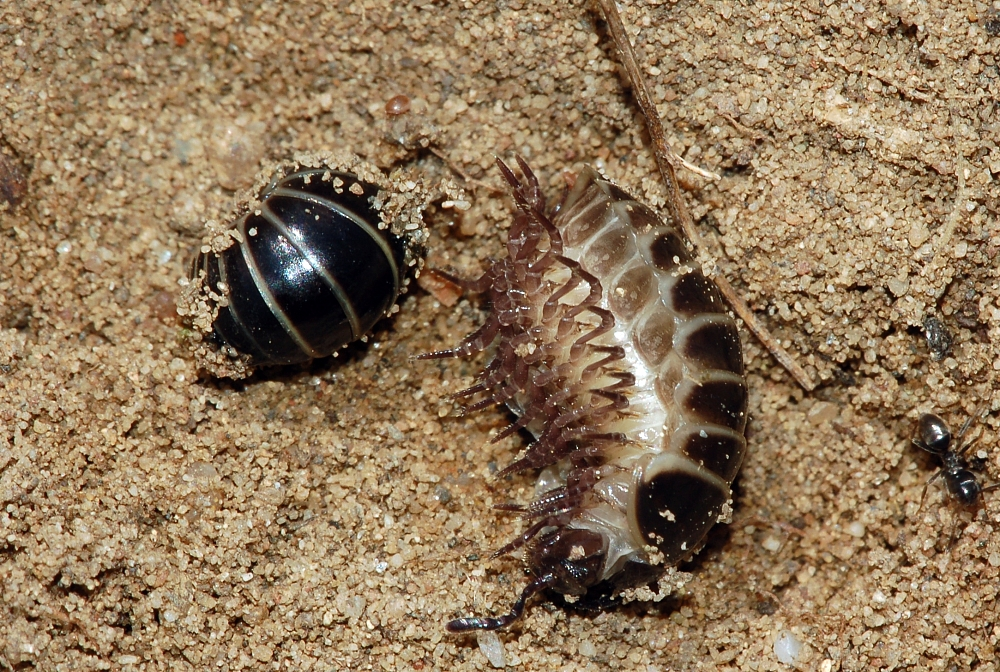
Undersidan